# Cerizy
Cerizy település Franciaországban, Aisne megyében. Lakosainak száma 59 fő (2022. január 1.). Cerizy Alaincourt, Benay, Moÿ-de-l’Aisne és Urvillers községekkel határos.

## Népesség
A település népességének változása:
| Lakosok száma | 84   | 62   | 64   | 56   | 64   | 66   | 67   | 62   | 60   | 59   |
|               | 1968 | 1982 | 1990 | 2006 | 2013 | 2015 | 2017 | 2019 | 2020 | 2022 |